# Alfonso Martínez Garrido
Alfonso Martínez Garrido (Navalmoral de la Mata, Cáceres, 22 de noviembre de 1936 - Madrid, 1996) fue un escritor y periodista español.

## Biografía
Vivió en La Coruña, y al terminar la guerra civil española se trasladó con su familia a Madrid. Después de sus estudios de bachillerato, ingresó en la escuela de Periodismo, y obtuvo el título en 1959.
Fue director de El Faro de Ceuta, entre los años 1962 y 1967, y corresponsal en distintos lugares del mundo. Estuvo en la guerra de Oriente Medio y la de Vietnam, en Beirut e Israel (es el único periodista español que entrevistó a Moshé Dayán, ministro de Defensa israelí).
Participó en el grupo de periodistas que fundaron Sol de España, y fue primer corresponsal español en la URSS con el diario Pueblo.

## Escritos
Su primer libro fue de poemas: Ha nacido un hombre (1958).
De sus corresponsalías por diversos puntos del mundo nacieron dos libros: Vietnam no era una fiesta y Destino Moscú.

### Premios
- Premio Nadal, de novela, en 1964 con El miedo y la esperanza, libro traducido al alemán y checo; tiene por base un episodio bélico (sin localización ni en tiempo ni espacio), que motiva al desarrollo de la problemática individual y colectiva de un grupo de hombres al mando de un oficial. Ante la diversidad de actitudes que se plantean frente a la alternativa de rendirse o morir, el autor hace la disección de cada uno de los intérpretes con páginas tensas y dramáticas tratadas con técnica disociativa y fragmentaria, muy al estilo de Faulkner.
- En 1967 escribió la novela El círculo vicioso, reeditada en la colección Grandes Autores Españoles del Siglo XX.
- Ganador del premio Gemma de novela corta, en 1982, con Los jueves, globos.
- En la especialidad de cuentos ha obtenido el de Justas literarias de Castilla, Serem, Nueva Acrópolis y Ocho huchas de plata, del premio Hucha de Oro.
- Finalista de otros importantes certámenes, como el Machado, Gabriel Miró, Puerta de Oro, Premio de Cáceres.
- Tercer Premio de Relatos "Ciudad de San Sebastián".
- Tiene una calle con su nombre en su ciudad natal Navalmoral de la Mata.